# Iotape av Media Atropatene
Iotape av Media Atropatene, född 43, död efter 30 f.Kr., var drottning av Kommagene genom sitt giftermål med Mithridates III av Kommagene. 

## Biografi
Hon var dotter till kung Artavasdes I av Media Atropatene och Athenais av Kommagene. År 35 f.Kr. slöt hennes far förbund med Marcus Antonius mot partherna, och som ett tecken på förbundet trolovades Iotape med Alexander Helios, son till Kleopatra VII av Egypten och Marcus Antonius. Efter det gemensamma krigståget mot partherna, då Media Atropatene tack vare Antonius gjorde stora landvinster, tog Antonius med sig Iotape då han återvände till Alexandria i Egypten. 
År 30 f.Kr. återkallade Antonius sina romerska trupper från Media Atropatene till Egypten inför slaget vid Actium, vilket innebar att Iotapes far förlorade sitt beskydd mot partherna, som därefter tog honom till fånga. Iotape var kvar i Egypten då Augustus besegrade Antonius och Kleopatra, som båda strax därpå begick självmord. Egypten blev en romersk provins och hennes trolovade Alexander Helios och hans syskon fördes som fångar till Rom. 
Hennes egen far hade under tiden lyckats fly hem till Armenien sedan inbördeskrig brutit ut bland partherna. Han slöt förbund med Augustus, som därefter sände tillbaka Iotape till honom. Hon gifte sig vid okänd tidpunkt med sin kusin, Mithridates III av Kommagene. 

## BarN
1. Antiochus III av Kommagene
2. Aka, gift med romaren Thrasyllus
3. Iotape, gift med Antiochus III av Kommagene
4. Iotape, gift med Sampsiceramus II av Emesa